# Сан Ђовани-Санта Катерина (Салерно)
Сан Ђовани-Санта Катерина је насеље у Италији у округу Салерно, региону Кампанија.
Према процени из 2011. у насељу је живело 805 становника. Насеље се налази на надморској висини од 353 м.